# Розетен прозорец
Вижте пояснителната страница за други значения на розета.
Розетният прозорец (розета) е кръгъл прозорец с концентрично разположени фигури изпълнени в стъклопис. Този елемент е характерен за романската и готическата сакрална (църковна) архитектура.
Смята се, че един от първообразите на розетните прозорци е римският окулус – кръгла дупка върху куполна конструкция на (Пантеона в Рим). В Средновековието кръгли прозорци, но вече на стените, се срещат в романската архитектура.
Първият розетен прозорец, изпълнен в познатия вид, е този на катедралата във френския град Монт, построена около 1200. За 50 години този елемент се разпространява масово в църковната архитектура на Северна Франция, а по-късно и във Великобритания, Италия, Испания и Германия.
Най-често розетните прозорци представят библейски сюжети и събития. В централния елемент най-често се изобразява Исус Христос или Мадоната с Младенеца. По отношение на символиката розетите, разглеждани като рози, могат да се приемат като символ на Дева Мария.